# Meishan
Meishan (xinès: 眉山; pinyin: Méishān; Wade–Giles: Mei-shan), abans conegut com Meizhou (眉州) o Qingzhou (青州), és una ciutat a nivell de prefectura de la província de Sichuan, a la República Popular de la Xina, al sud-oest de la conca de Sichuan. Limita al nord amb Chengdu, al sud amb Leshan, a l'est amb Ya'an i a l'est amb Ziyang. La seva població és de 2.955.219 habitants segons el cens del 2020, dels quals 732.757 vivien a l'àrea urbanitzada (o metropolitana) de la ciutat pròpiament dita.
Va pertànyer a la prefectura de Leshan fins al 1997 quan, amb l'aprovació del consell estatal, es va crear la prefectura de Meishan. Va ser rebatejada com a ciutat de Meishan l'any 2000.

## Geografia
La ciutat de Meishan es troba al curs mitjà del riu Minjiang. La part principal de la seva jurisdicció es troba a la plana de Chengdu. Els districtes de Dongpo i Pengshan i el comtat de Qingshen es troben principalment a la plana de Chengdu, mentre que la resta es troba en terreny muntanyós.

## Subdivisions administratives
Té 2 districtes a nivell de comtat i 4 comtats.
| Mapa de Meishan                                                                                 | Mapa de Meishan | Mapa de Meishan | Mapa de Meishan | Mapa de Meishan | Mapa de Meishan |
| ----------------------------------------------------------------------------------------------- | --------------- | --------------- | --------------- | --------------- | --------------- |
| Dongpo Pengshan Comtat de · Renshou Comtat de · Hongya Comtat de · Danling Comtat de · Qingshen |                 |                 |                 |                 |                 |
| Nom                                                                                             | Hanzi           | Hanyu Pinyin    | Població (2010) | Sup. (km²)      | Densitat (/km²) |
| Districte de Dongpo                                                                             | 东坡区          | Dōngpō Qū       | 840.909         | 1.331           | 632             |
| Districte de Pengshan                                                                           | 彭山区          | Péngshān Qū     | 329.777         | 465             | 709             |
| Comtat de Renshou                                                                               | 仁寿县          | Rénshòu Xiàn    | 1.571.112       | 2.606           | 603             |
| Comtat de Hongya                                                                                | 洪雅县          | Hóngyǎ Xiàn     | 343.321         | 1.896           | 181             |
| Comtat de Danling                                                                               | 丹棱县          | Dānlíng Xiàn    | 163.032         | 449             | 363             |
| Comtat de Qingshen                                                                              | 青神县          | Qīngshén Xiàn   | 197.029         | 387             | 509             |

## Personatges Il·lustres
- Su Shi, escriptor i poeta de la dinastia Song (1037–1101), era natural de Meishan, i a la ciutat hi ha un temple en honor seu i del seu pare i germà, també escriptors notables (els "tres Su").
- Chen Wenqing, exministre de Seguretat de l'Estat.